# Dobrin
Dobrin là một xã thuộc hạt Sălaj, România. Dân số thời điểm năm 2002 là 1774 người.